# Ksar (poble)
|  | Aquest article tracta sobre el tipus de poble amazic. Vegeu-ne altres significats a «Ksar». |

|  | No s'ha de confondre amb alcàsser.. |

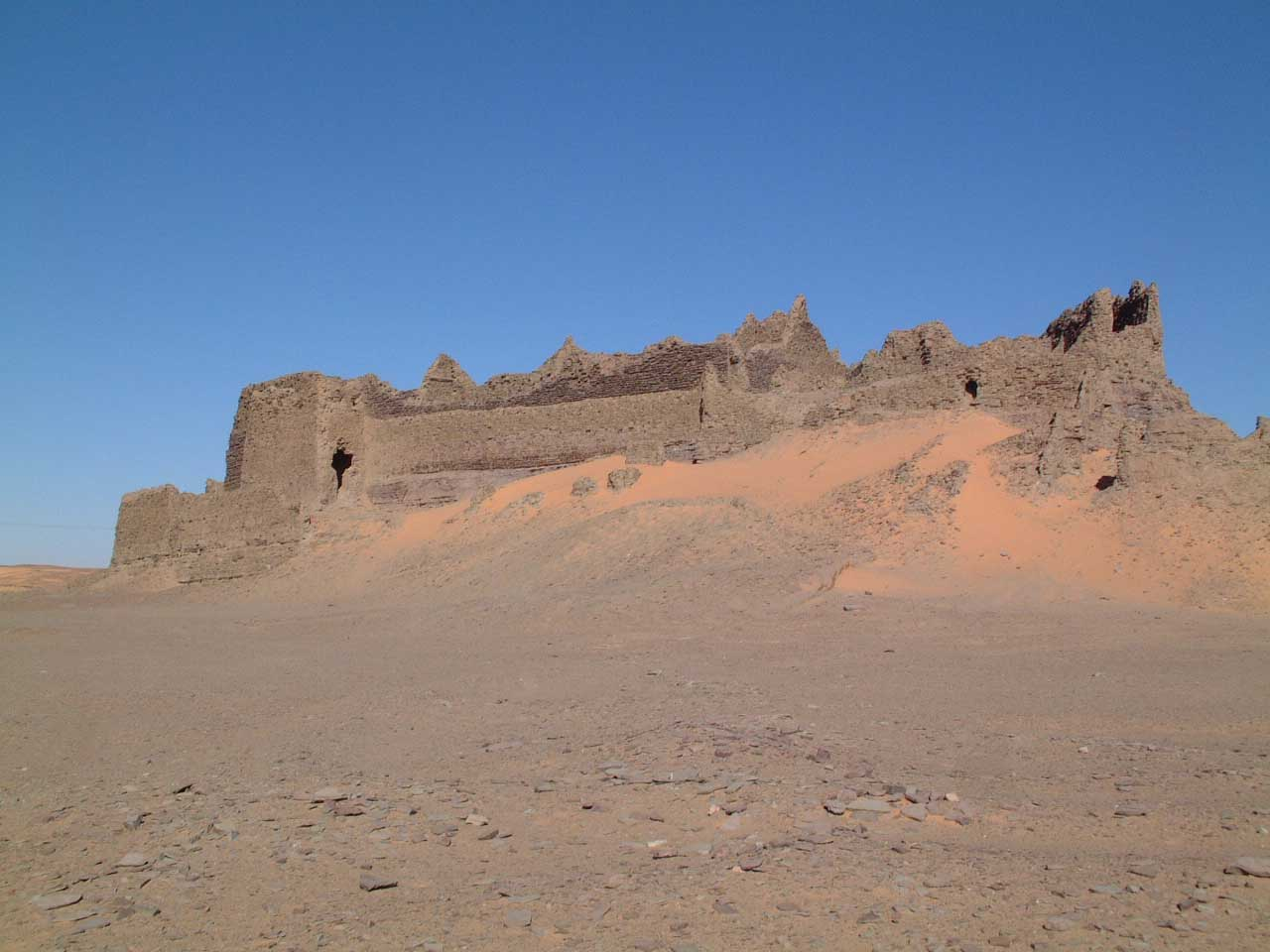
Ruïnes del ksar de Timimoun, Algèria

Un ksar o qsar (amazic: aghrem; àrab: قصر, qaṣr, pronunciat localment qṣar o gṣar), en plural ksars o qsars o, seguint el plural àrab, ksur o qsur (àrab: قصور, quṣūr, localment qṣūr o gṣūr), és un terme que descriu els pobles amazics que, generalment, consisteixen en cases adossades, sovint amb graners col·lectius i altres estructures (mesquites, banys, forn, botigues). Aquests pobles són freqüents a les zones del nord d'Àfrica on hi ha oasis. Normalment, els ksur estan situats dalt de turons per a tenir una millor defensa, i solen estar envoltats per una sola paret. El material de construcció n'és normalment la tova. No s'ha de confondre la idea del ksar amb un graner; el ksar pot contenir graners, però no és només això.
Els ksur són la manifestació més important de l'arquitectura amaziga.
Ksar és una paraula àrab sovint transliterada qsar (plural qsur). Aquesta paraula forma part de noms de llocs en països com el Marroc, Algèria o Tunísia, sobretot a la serralada de l'Atles i a la vall del riu Draa. La paraula alcàsser, palau fortificat d'origen àrab, deriva de ksar.

## Llocs anomenats Ksar
- Al-Ksar es-Seghir, comuna del Marroc
- Kasr al-Kabir, ciutat del Marroc, escenari de la batalla de Kasr al-Kabir.
- El Ksar, ciutat de la governació de Gafsa a Tunísia.